# Banu Qatadah
Les Banu Qatadah (en arabe : بنو قتادة), ce qui signifie Les fils de Qatadah, ou les Qatadides (en arabe : القتاديون), sont une dynastie de chérifs hachémites qui détiennent le chérifat de La Mecque de façon continue de 1201 jusqu'à son abolition en 1925. 
Les Qatadides sont la dernière des cinq dynasties de chérifs hachémites précédés par : 
- les Lakhdarides[1],[2]
- les Jafarides/Musawides.
- les Sulaymanides et les Hachémites qui règnent tous ensemble sur La Mecque depuis le milieu du Xe siècle environ.

L'ancêtre de la dynastie est Qatada Ibn Idris (en)  , qui prend possession de la ville sainte des Hawashim en 1201. L'émirat reste en possession de ses descendants jusqu'en 1925 lorsque le dernier chérif de La Mecque, Ali ben Hussein perd le royaume du Hejaz face aux attaques de Ibn Saoud, sultan du Nejd aidé par les Britanniques.
S'il y a plusieurs califes hachémites au sein de l'islam sunnite, à commencer par toute la période du Califat abbaside, Hussein ben Ali est le seul calife issu de cette branche-ci.

## De nos jours
Outre le roi de Jordanie, Abdallah II, qui est l'arrière-arrière-petit-fils de Hussein ben Ali, la maison de Bolkiah, qui gouverne Brunei, revendique la descendance Qatadide et le statut de Sayyid du grand-père de leur ancêtre Sharif Ali, l'Emir Rumaythah.

## Pour approfondir